# U Vulpeculae
U Vulpeculae  är en pulserande variabel av Delta Cephei-typ (DCEP) i stjärnbilden Räven. 
Stjärnan varierar mellan visuell magnitud +6,73 och 7,54 med en period av 7,990676 dygn.